# David Denman
David Denman, född 25 juli 1973 i Newport Beach, Kalifornien, är en amerikansk skådespelare.
Denman har bland annat medverkat i TV-serien The Office (2005-2012). Han har även medverkat i filmerna Fanboys från 2009 och Joy Ride från 2023.

## Filmografi (i urval)
- 2001–2003 – Angel (TV-serie)
- 2005–2012 – The Office (amerikansk TV-serie) (TV-serie)
- 2006 – When a Stranger Calls
- 2008 – Shutter
- 2009 – Fanboys
- 2013 – After Earth
- 2017 – Power Rangers
- 2021 – Mare of Easttown (TV-serie)
- 2022 – The Serpent Queen (TV-serie)
- 2023 – Joy Ride
- 2024 – Eric (TV-serie)